# Grupo de Caza Alsace
El Grupo de Caza "Alsace" (en francés: Groupe de chasse "Alsace"), fue una unidad aérea de combate de las fuerzas fuerzas aliadas durante la Segunda Guerra Mundial, constituida por militares y personal francés el 15 de marzo de 1941, con el nombre de Escadrille française de chasse n° 1 (EFC1), e integrada en la RAF. Fue la primera unidad militar francesa en ser distinguida con la Cruz de la Liberación.
Bajo las órdenes de James Denis y equipada con aviones de caza Hurricane, la EFC1 entró en combate en abril de 1941 durante la batalla de Tobruk, en el marco de la guerra en el frente de África del Norte. El 21 de junio fue distinguida con la Orden de la Croix de la Libération. En agosto de 1941, la EFC1 fue transferida a la base de la Bekaa, en el Líbano y reorganizada ya como el Grupo de Combate Alsacia, comandado por Jean Tulasne, siendo destacado en junio de 1942 para la defensa de Alejandría durante la invasión nazi de Egipto que desembocaría en la batalla de El-Alamein.
Transferida en el Reino Unido, desde finales de enero de 1943 es equipado con cazas Spitfire Mk-IX, y con la denominación Squadron 341, participa en misiones de escolta de bombardeo en Francia desde la base londinense de Biggin Hill. El grupo Alsacia participó en misiones durante el Día D y contribuyó a la destrucción de numerosos V-1 con ataques a sus rampas de lanzamiento. Desde agosto de 1944, siguiendo el avance aliado, el Grupo de Caza alterna diferentes bases en suelo francés hasta el final de la guerra, quedando basado en Eindoven y luego, en Alemania.
En mayo de 1945, poco antes del final de la guerra en Europa, el Grupo de Caza Alsacia fue distinguido con la Orden de Compagnon de la Libération. Durante sus más de 9000 horas de operaciones durante toda la guerra, el Grupo de Caza Alsacia destruyó cerca de 500 vehículos, hundió 27 navíos y abatió a 51 aviones enemigos, perdiendo a 21 de sus pilotos, el equivalente de todos sus efectivos.